# Alpinia densiflora
Alpinia densiflora är en enhjärtbladig växtart som beskrevs av Karl Moritz Schumann. Alpinia densiflora ingår i släktet Alpinia och familjen Zingiberaceae. Inga underarter finns listade i Catalogue of Life.